# Brives-sur-Charente
Brives-sur-Charente è un comune francese di 225 abitanti situato nel dipartimento della Charente Marittima nella regione della Nuova Aquitania.

## Società

### Evoluzione demografica
Abitanti censiti